# Schusswaffe
Schusswaffe ist ein Begriff zur Typologie von Waffen. Der Begriff der Schusswaffe ist ein Überbegriff, der alle Vorrichtungen einschließt, die etwas verschießen, also ballistische Geräte im weitesten Sinn, zu aggressiven oder defensiven Zwecken in Kampfhandlungen, zur Jagd, zur Tötung (Notwehr, Einsatzmittel, Hinrichtung, Mord, Selbsttötung), zur Injektion aus sicherer Entfernung, zur Signalgebung, zum Sport oder zu wissenschaftlichen Zwecken (z. B. Markierung, Vermessung). Hierin sind zum einen die Feuerwaffen insbesondere die Handfeuerwaffen, zum anderen die mechanischen Schusswaffen (wie z. B. Katapult, Bogen) zu nennen. Wehrtechnisch gehören die Schusswaffen ihrerseits der Überkategorie der Fernwaffen an.
Das Verb „schießen“ ist über protogermanisch **skeutaną auf die indogermanische Wurzel *(s)keud– „werfen, schießen, vorantreiben“ zurückzuführen. Das Nomen „Waffe“ stammt vom germanischen Neutrum *wēpną und bedeutet ursprünglich „Kampfgerät“. Der Begriff „Waffe“ hat sich allerdings z. B. auch bei der Jagd eingebürgert, obwohl Jagdwaffen nicht zum Kampf dienen.
Feuerwaffen lassen sich in mehrere Komponenten zerlegen. Pistolen bestehen aus dem Lauf mit Patronenlager sowie dem Gehäuse der Waffe, welches die Griffschalen, das Magazin und den Verschluss der Waffe trägt. Revolver verfügen anstelle von Verschluss und Magazin über die Revolvertrommel. Gewehre bestehen aus dem Lauf bzw. Rohr mit Patronenlager sowie dem Schaft (als Vorderschaft und Kolben, bzw. der Basküle bei Kipplaufwaffen), der bei vollautomatischen Sturmgewehren auch das Magazin trägt. Als fest montierbares Zubehör gibt es Schalldämpfer und Laserpointer zur Zielerfassung (die bei Faustfeuerwaffen am Bügel des Abzugs montiert werden) sowie Zweibeine und Zielfernrohre für Gewehre.

## Arten von Schusswaffen

### Nach der Antriebsart des Geschosses
- Feuerwaffen sind Schusswaffen und ihnen gleichgestellte Gegenstände, bei denen zum Antrieb der Geschosse heiße Gase verwendet werden und ein Geschoss durch einen Lauf getrieben wird.
  - Handfeuerwaffen bezeichnet Feuerwaffen, im engeren Sinne nur Feuerwaffen, die mit den Händen bedient werden, und die durch eine Person transportiert und gehandhabt werden können – die auch als Langwaffen bezeichnet werden, deren Lauf und Verschluss in geschlossener Stellung insgesamt länger als 30 cm sind und deren kürzeste bestimmungsgemäß verwendbare Gesamtlänge 60 cm überschreitet.
  - Faustfeuerwaffen sind Schusswaffen, die mit einer Hand bedient werden, und die nicht unter die Definition einer Langwaffe fallen. In der Regel handelt es sich um Pistolen und Revolver. Der Begriff Kurzwaffe ist kein Begriff der Waffentechnik und nicht mit dem Begriff der Faustfeuerwaffe gleichzusetzen. Zu den Kurzwaffen zählen neben den Faustfeuerwaffen auch solche mit gekürztem Lauf wie kurze Maschinenpistolen und im nicht-behördlichen Bereich halbautomatische Selbstladepistolen.
- Druckluftwaffen (umgangssprachlich auch Luftdruckwaffen) sind Schusswaffen, bei denen zum Antrieb der Geschosse kalte Gase (Pressluft, Kohlendioxid (CO2), vorkomprimierte Luft) verwendet werden. Da diese Waffen kein Schießpulver benötigen, ist der Betrieb einer solchen Waffe vergleichsweise günstig. Sie werden fast ausschließlich für den Schießsport verwendet. Die verwendete Luft wird entweder durch einen seitlichen Spannhebel vorkomprimiert in der Waffe bis zur Schussabgabe gespeichert oder aus einer angeschraubten Speicherpatrone im Moment der Schussabgabe zugeführt.
- Federdruckwaffen sind Waffen, bei denen die Geschosse durch die Rückstellkraft einer zuvor gespannten Feder angetrieben werden. Durch die angespannte Feder wird bei Auslösen des Abzuges entweder das Projektil direkt angetrieben oder mit über einem Kolben ein plötzlicher Luftüberdruck erzeugt, der das Projektil durch den Lauf treibt. Wie bei den Druckluftwaffen sind deshalb die Kosten pro Schuss gering. Diese Waffen, mit einem deutlichen Prellschlag bei der Schussauslösung, wurden überwiegend im Schießsport verwendet, sind jedoch mittlerweile veraltet.

### Nach dem Lademechanismus
Allgemein insbesondere bei Handfeuerwaffen:
- Einzelladerwaffen sind Schusswaffen ohne Magazin mit einem oder mehreren Läufen, die vor jedem Schuss aus demselben Lauf von Hand mit einer Patrone geladen werden müssen.
- Repetierwaffen sind Schusswaffen, bei denen nach Abgabe eines Schusses über einen von Hand zu betätigenden Lademechanismus Munition aus einem Magazin in das Patronenlager nachgeladen wird.
- Halbautomatische und automatische Schusswaffen sind Schusswaffen, die nach Abgabe eines Schusses selbsttätig erneut durch automatisches Zuführen einer Patrone schussbereit werden.

bei Faustfeuerwaffen
- Pistole als Einzellader und selbstladende Pistole
- Revolver sind eine Unterkategorie von Pistolen mit einem sich drehenden Magazin als Trommel, die sich durch Betätigung des Abzugs weiterdreht, so dass das nächste Lager mit einer neuen Patrone zwischen Lauf und Schlagbolzen zu liegen kommt.

#### Verschluss
Der Verschluss wird bei halb- und vollautomatischen Waffen unterschieden nach zuschießenden Waffen und aufschießenden Waffen.

#### Lade- und Sicherungszustände
Bei Schusswaffen gibt es die Lade- und Sicherungszustände
- entladen (keine Munition im Patronenlager und ggf. eingeführten Magazin), teilgeladen (in der Jägersprache auch untergeladen; Magazin mit Munition in der Waffe, aber keine Munition im Patronenlager) bzw. fertiggeladen (umgangssprachlich auch durchgeladen; Munition im Patronenlager),
- entspannt bzw. gespannt (bezogen auf den Hahn bzw. Verschluss einer Waffe, der den Schlagbolzen betätigt),
- entsichert bzw. gesichert (bezogen auf die Stellung des Sicherungshebels einer Waffe).

Der Gesetzgeber kennt im Weiteren noch den Zustand schussbereit, wenn die Schusswaffe mit wenigen Handgriffen geladen und in Anschlag gebracht werden kann. Nicht schussbereit ist eine Schusswaffe, wenn sie in einem verschlossenen Transportbehälter und getrennt von der Munition mitgeführt wird.
Juristisch umfasst der Begriff geladen sowohl den Zustand teilgeladen als auch fertig geladen.
Die Lade- und Sicherungszustände einer Waffe haben eine hohe Bedeutung für die Schießsicherheit. Bei der Persönlichen Sicherheitskontrolle (PSK) überprüft derjenige, der mit Schusswaffen umgeht, den konkreten Lade- und Sicherungszustand bei jedem Übernehmen bzw. Übergeben einer Waffe sowie vor deren Reinigung oder Zerlegung. Ohne PSK betrachtet man eine Waffe zur Sicherheit immer als fertiggeladen.

### Nach der Munitionsart
- Büchsen
- Flinten für Schrotkugeln und Flintenlaufgeschosse
- Reizstoffwaffen werden mit Patronen oder Kartuschen befüllt, die Reiz- oder anderen Wirkstoffe enthalten, wie z. B. Pepperballs.
- Schreckschusswaffen sind Schusswaffen mit einem Kartuschenlager, die zum Abschießen von Kartuschenmunition bestimmt sind.
- Signalwaffen sind Schusswaffen mit einem Patronen- oder Kartuschenlager, die zum Verschießen von pyrotechnischer Munition bestimmt sind.

### Nach dem Kaliber
Die Wirkung einer Feuerwaffe wird durch das Kaliber, aus der Größe der Treibladung und dem Projektil sowie seinem Gewicht im Verhältnis zur Rohrlänge, und in der Handhabbarkeit mit dem Schaft sowie dem Visier bestimmt.
- Geschütze sind, nach der Definition der deutschen Gesetzgebung, Rohrwaffen mit einem Kaliber von mindestens 20 mm. In Abhängigkeit vom Verhältnis von Kaliber zu Rohrlänge, und dem Richtwinkel zum Abschuss, werden sie in Kanone, Haubitze und Mörser unterteilt. Großkalibrige Geschütze bilden die Hauptwaffe der Artillerie.

Es ist zu beachten, dass Bogenwaffen, Zwillen und Katapulte – nicht jedoch Armbrüste – entgegen der landläufigen Meinung nach dem Waffengesetz der Bundesrepublik Deutschland keine Schusswaffen darstellen: Sie verfügen über keinen Lauf und vor allem über keinen Mechanismus, um zur Schussabgabe benötigte Energie zu speichern (Katapulte besitzen zwar einen Speichermechanismus, jedoch keinen Lauf). Sie gelten im Waffengesetz in „tragbarer Größe“ als den Schusswaffen gleichgestellte Gegenstände.

## Erwerb und Besitz in Deutschland
Das Waffengesetz (WaffG) der Bundesrepublik Deutschland definiert den Waffenbegriff und regelt den Umgang mit Waffen. Für militärische Zwecke konstruierte Schusswaffen werden durch das Kriegswaffenkontrollgesetz geregelt.
Der Erwerb, der Besitz und der Schusswaffengebrauch sind in den meisten europäischen Ländern durch jeweilige Gesetze reglementiert. Verstöße sind meist ein Vergehen, also eine Straftat nach § 52 der Strafvorschriften des WaffG.
Schusswaffen können in Deutschland unter Voraussetzungen laut §§ 4–9 Waffengesetz erworben werden:
- das vollendete 18. Lebensjahr
- Zuverlässigkeit (keine relevanten Straftaten verübt, zuverlässige Aufbewahrung …)
- persönliche Eignung (nicht gegeben z. B. bei Geschäftsunfähigkeit, Abhängigkeit, psychischen Erkrankungen)
- Bedürfnis (z. B. als Sportschütze, Jäger, Sachverständiger, Sammler oder besonders gefährdete Person)
- Sachkunde (Wissen über rechtliche und technische Aspekte von Waffen und deren Gebrauch sowie praktischer Umgang), in Deutschland siehe dazu auch Waffensachkundeprüfung
- medizinisch-psychologische-Untersuchung (nur bis zum 25. Lebensjahr).

Im Kriegswaffenkontrollgesetz benannte Schusswaffen dürfen in Deutschland von Zivilpersonen nicht erworben werden. Das Bundeskriminalamt kann jedoch Ausnahmegenehmigungen erteilen.

## Demilitarisierung und Entsorgung
Demilitarisierung bedeutet hier, dass Schusswaffen fachgerecht teilzerstört werden und die Wiederherstellung ihrer militärischen Eigenschaften nicht oder nur unter sehr hohem Aufwand möglich ist. Dies wird meist durchgeführt, um Militärgerät für zivile Zwecke einsetzen zu können, oder um Ausstellungsstücke zu schaffen.
Nicht mehr benötigte oder gefundene Waffen können bei jeder Polizeidienststelle gemeldet und durch diese abgeholt werden.
Es ist nicht erlaubt, eine Waffe ohne Genehmigung zu transportieren.